# Rocinela sila
Rocinela sila là một loài chân đều trong họ Aegidae. Loài này được Hale miêu tả khoa học năm 1925.